# Saint-Louis-lès-Bitche
Saint-Louis-lès-Bitche és un municipi francès, situat al departament del Mosel·la i a la regió del Gran Est. L'any 2007 tenia 547 habitants.

## Demografia

### Població
El 2007 la població de fet de Saint-Louis-lès-Bitche era de 547 persones. Hi havia 227 famílies, de les quals 70 eren unipersonals (29 homes vivint sols i 41 dones vivint soles), 66 parelles sense fills, 70 parelles amb fills i 21 famílies monoparentals amb fills.
La població ha evolucionat segons el següent gràfic:
Habitants censats

### Habitatges
El 2007 hi havia 284 habitatges, 238 eren l'habitatge principal de la família, 7 eren segones residències i 39 estaven desocupats. 154 eren cases i 130 eren apartaments. Dels 238 habitatges principals, 189 estaven ocupats pels seus propietaris, 44 estaven llogats i ocupats pels llogaters i 4 estaven cedits a títol gratuït; 15 tenien dues cambres, 34 en tenien tres, 70 en tenien quatre i 118 en tenien cinc o més. 187 habitatges disposaven pel capbaix d'una plaça de pàrquing. A 123 habitatges hi havia un automòbil i a 85 n'hi havia dos o més.

### Piràmide de població
La piràmide de població per edats i sexe el 2009 era:
| Homes | Edats   | Dones |
| ----- | ------- | ----- |
| 0     | 95 o +  | 4     |
| 0     | 90 a 94 | 0     |
| 0     | 85 a 89 | 8     |
| 0     | 80 a 84 | 8     |
| 4     | 75 a 79 | 4     |
| 12    | 70 a 74 | 16    |
| 24    | 65 a 69 | 28    |
| 16    | 60 a 64 | 24    |
| 20    | 55 a 59 | 8     |
| 20    | 50 a 54 | 20    |
| 20    | 45 a 49 | 16    |
| 20    | 40 a 44 | 16    |
| 36    | 35 a 39 | 20    |
| 32    | 30 a 34 | 32    |
| 20    | 25 a 29 | 40    |
| 16    | 20 a 24 | 16    |
| 28    | 15 a 19 | 4     |
| 16    | 10 a 14 | 16    |
| 24    | 5 a 9   | 32    |
| 12    | 0 a 4   | 28    |

## Economia
El 2007 la població en edat de treballar era de 350 persones, 251 eren actives i 99 eren inactives. De les 251 persones actives 230 estaven ocupades (138 homes i 92 dones) i 20 estaven aturades (10 homes i 10 dones). De les 99 persones inactives 43 estaven jubilades, 19 estaven estudiant i 37 estaven classificades com a «altres inactius».

### Ingressos
El 2009 a Saint-Louis-lès-Bitche hi havia 231 unitats fiscals que integraven 528,5 persones, la mediana anual d'ingressos fiscals per persona era de 17.582 €.

### Activitats econòmiques
Dels 9 establiments que hi havia el 2007, 1 era d'una empresa alimentària, 1 d'una empresa de fabricació d'altres productes industrials, 2 d'empreses de construcció, 2 d'empreses de comerç i reparació d'automòbils, 1 d'una empresa d'hostatgeria i restauració, 1 d'una empresa financera i 1 d'una empresa de serveis.
Dels 4 establiments de servei als particulars que hi havia el 2009, 1 era una oficina bancària, 2 electricistes i 1 restaurant.
Dels 2 establiments comercials que hi havia el 2009, 1 era una botiga de més de 120 m² i 1 una botiga de menys de 120 m².
L'any 2000 a Saint-Louis-lès-Bitche hi havia 4 explotacions agrícoles.

## Equipaments sanitaris i escolars
El 2009 hi havia una escola elemental.

## Poblacions més properes
El següent diagrama mostra les poblacions més properes.